# 安東尼奧·費南德茲
安東尼奧·費南德茲（Antonio Fernández，1991年6月12日—）是西班牙男子反曲弓射箭運動員。他參加於丹麥哥本哈根舉行的2015年世界射箭錦標賽。他也代表西班牙參加2016年夏季奧林匹克運動會射箭比賽。